# أحلام وفرح
أحلام وفرح هو أنمي ياباني يتكون من 42 حلقة بدء عرضه بتاريخ 5 يونيو 1982 إلى 2 إبريل 1983 وتمت دبلجته إلى العربية تحت اسم (فرح وأحلام).

## نبذة عن الانمي
عالم فرح هو عالم الأطفال الحاملين أحلاهم كدمى وحلوى ولعل هذا هو ما يكسب عالمنا البهجة والسرور.. 
تقدم أحلام للعمل لدى عائلة فرح كمربية للفتاة الصغيرة والتي تدعى فرح حيث تقوم أم فرح بإستقدامها للاعتناء بطفلتها لأنها تعمل كمصممة أزياء أما والد فرح فمنهمك في كتابة روايته البوليسية. فرح فتاة تتمتع بقوى خارقة على تحريك الأشياء من دمى وغيرها حيث تعيش أحلام حياة تملؤها المغامرات بصحبة الفتاة الصغيرة ودميتيها سمسم وكوكو ضمن أحداث رائعة مشوقة ومتنوعة.

## كلمات أغنية المقدمة العربية
تيارا لا للا للا لا
تيارلا لا لا لا لا
أحلام، ، أحلام، ، ما أحلى الأحلام، ،
هيا لنغني مع فرح وأحلام، ،
اتركوا الهموم، ، وانبذوا الخصام، ، 
اتركوا الهموم، ، وانبذوا الخصام، ،
هيا هيا نحلم، ، في دنيا الأحلام، ، 
أحلام وفرح، ، وفرح وأحلام، ،
تيارا لا للا للا لا 
تيارلا لا لا لا لا
فرح الصغيرة، ، دنياها كبيرة، ، 
سمسم وكوكو والدمى الكثيرة، ،
حيث الكل يسير، ، حيث الكل يطير، ، 
والسعادة تملأ، ، البيت الكبير، ،
وتأتي أحلام، ، تحمل الأحلام، ، أحلاماً كبيرة بالحب والوئام، ، 
فتعيش الغرائب، ، مع طفلة العجائب، ، من دنيا الأحلام، ،
أحلام، ، أحلام، ، فرح وأحلام، ، 
هيا لنغني مع فرح وأحلام، ،